# Eleutherodactylus johnstonei
Eleutherodactylus johnstonei là một loài ếch trong họ Leptodactylidae.
Loài này có ở Anguilla, Antigua và Barbuda, Barbados, Bermuda, Colombia, Dominica, Guyane thuộc Pháp, Grenada, Guadeloupe, Guyana, Jamaica, Martinique, Montserrat, Antilles thuộc Hà Lan, Panama, Saint Kitts và Nevis, Saint Lucia, Saint Vincent và Grenadines, Trinidad và Tobago, và Venezuela.
Các môi trường sống tự nhiên của chúng là các khu rừng ẩm ướt đất thấp nhiệt đới hoặc cận nhiệt đới, các khu rừng vùng núi ẩm nhiệt đới hoặc cận nhiệt đới, vùng đất ẩm có cây bụi nhiệt đới hoặc cận nhiệt đới, đồng cỏ khô nhiệt đới hoặc cận nhiệt đới vùng đất thấp, đất canh tác, vùng đồng cỏ, các đồn điền, vườn nông thôn, các vùng đô thị, và các khu rừng trước đây bị suy thoái nặng nề.